# Enrique Giménez-Arnau
Enrique Giménez-Arnau y Gran (f. Madrid, 28 de mayo de 2002) fue un abogado, jurista y periodista español

## Biografía
Realizó estudios de derecho en la Universidad de Zaragoza, licenciándose en 1927. En su juventud trabajó como redactor de los periódicos zaragozanos El Noticiero y La Voz de Aragón. Realizó las oposiciones a registrador de la propiedad, logrando aprobarlas y obteniendo plaza fija. Tras el estallido de la Guerra civil logró evadirse del territorio leal a la República y llegar hasta la zona sublevada, donde desempeñó diversas funciones en la delegación provincial de Prensa y Propanda de FET y de las JONS en Zaragoza. A partir de febrero de 1938 trabajó directamente a las órdenes de Ramón Serrano Suñer, ministro del Interior.
El 7 de octubre de 1939 fue nombrado director general de Prensa. Antiguo partidario de José María Gil-Robles, Giménez-Arnau no llegó a militar en FET y de las JONS —si bien decía ser «falangista de espíritu»—. En su nuevo puesto quedó a cargo de la prensa española. Asistió a la entrevista de Hendaya entre Franco y Hitler, en octubre de 1940, actuando como taquígrafo. En febrero de 1941 fue sustituido como director general de Prensa por el falangista Jesús Ercilla.
Falleció en Madrid el 28 de mayo de 2002, a los 93 años de edad.